# Colegio Villa María
El Colegio Villa María es un centro de educación primaria y secundaria privado para mujeres, ubicado en la ciudad de Lima, capital del Perú. Es de confesión católica y regentado por la Congregación de las Hermanas Siervas del Inmaculado Corazón de María, con origen en Pensilvania, Estados Unidos. Su enseñanza es en castellano e inglés con un curriculum basado en los valores cristianos y un espíritu mariano. El colegio tiene dos sedes ubicadas en los distritos de Miraflores y La Molina.
Se fundó en 1923 como centro católico, con la finalidad de evangelizar, e impartiendo las clases en lengua inglesa.

## Historia
En 1922, en conversaciones entre el Arzobispo de Lima, Monseñor Emilio Lissón, y el Arzobispo de Filadelfia, Cardenal Dennis Dougherty, se acuerda la creación en Lima de un colegio católico de habla inglesa. Dicho proyecto, es encargado a la orden religiosa Hermanas Siervas del Inmaculado Corazón de María, que el 12 de diciembre del mismo año, llegan a Perú para comenzar la realización del mismo..
El 3 de enero de 1923, la congregación se instala en una casa alquilada en la avenida José Pardo, en el distrito de Miraflores. En ese mismo lugar, se inicia el primer curso de lo que sería el Villa María Academy. Las clases empezaron el 15 de marzo del mismo año, con ochenta alumnos, siendo en su mayoría, niñas en edad de escuela primaria, y algunos niños.
En 1924, se adquieren terrenos para la construcción del convento y el colegio. Las obras comenzaron el 15 de agosto de 1925, y en la ceremonia de puesta de la primera piedra, estuvo presente, el entonces presidente del Perú, Augusto Leguía, entre otras personalidades del gobierno peruano y estadounidense. El 21 de marzo de 1926, se inauguraron las instalaciones en la entonces avenida Leguía. El nuevo edificio tenía 5.000 m² y contaba con dormitorios para internas, un auditorio con una capacidad de más de 1000 personas, salas de estudio, un amplio patio con fines recreativos, un gimnasio, salas de recepción y biblioteca.
El 14 de octubre de 1962, comenzó la construcción de una nueva sede en la urbanización La Planicie, ubicado en el distrito de La Molina, destinada para los estudios de secundaria. Dicho centro, inició sus actividades en 1965. 
Según el historiador Jorge Basadre, las religiosas del Inmaculado Corazón de María llegaron a Lima con el fin de "establecer un colegio destinado a las niñas de las clases altas, en el que ellas pudieran aprender con éxito el idioma inglés". El historiador también señala:

Hasta entonces la obra de los educadores norteamericanos en el campo de la enseñanza particular no había sido predominantemente católica sino protestante. Los hijos e hijas de las familias acaudaladas carecían, en su mayor parte, de contacto escolar con la cultura de Estados Unidos. Villa María Academy fue el comienzo en la ruptura de ambos vacíos.
Jorge Basadre (1968) Historia de la República del Perú. Tomo XV

## Exalumnas relevantes

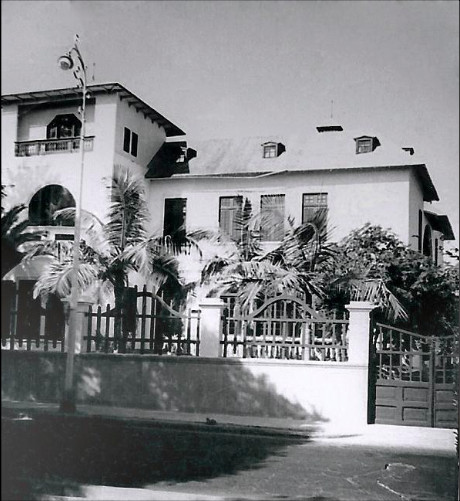
Casa en la avenida José Pardo, utilizada como colegio y convento en 1923

- Luciana León Romero, excongresista de la República.
- Elvira de la Puente Haya, excongresista de la República.
- Cecilia Martínez del Solar Salgado, excongresista de la República.
- María Ofelia Cerro Moral, excongresista de la República.
- María Antonieta Alva Luperdi, exministra de Economía y Finanzas
- Ana María Romero-Lozada Lauezzari, exministra de la Mujer y Poblaciones Vulnerables.
- Patricia Teullet Pipoli, economista, exministra de la Mujer y Poblaciones Vulnerables.
- Cayetana Aljovín Gazzani, exministra de Relaciones Exteriores
- Elena Conterno Martinelli, exministra de la Producción
- Diana Álvarez Calderón Gallo, exministra de Cultura
- Liliana de Olarte Paredes, embajadora.
- Isabel Ferreyros de Miró Quesada, voluntaria, presidenta de la Liga Contra el Cáncer.
- Roxanne Cheesman Rajkovic, economista.
- Madeleine Osterling Letts, abogada.
- Martha Meier Miró-Quesada, miembro del directorio del Grupo El Comercio y América Televisión.
- Susana de la Puente Wiese, empresaria.
- Cecilia Blume Cillóniz, abogada, exjefa del Gabinete de Asesores de PCM.
- Lorena Masías Quiroga, economista, exsuperintendente de la SUNEDU
- Pilar Freitas Alvarado, exregidora de la Municipalidad de Lima
- Sandra Pierantoni Grellaud de Plevisani, empresaria.
- Isabella Falco Scheuch, publicista, directora de Marca Perú.
- Patricia Arévalo Majluf, comunicadora, directora del Fondo Editorial PUCP
- Jimena Mujica de Orbegoso, empresaria, diseñadora.
- Sitka Semsch Gutiérrez, diseñadora
- María del Carmen Miró Quesada Arias, decoradora y escritora.
- Concepción, Conchita, Cintrón Verrill, rejoneadora
- Alexandra de Prusia, princesa de Alemania.
- Desirée de Prusia, princesa de Alemania.
- Anna Carina Copello Hora, cantante.
- Melissa Griffiths Parra del Riego, cantante venezolana.
- Anahí de Cárdenas Belmont, actriz.
- Anneliese Fiedler Gonzales-Daly, actriz.
- Claudia Dammert Herrera, actriz.
- Patricia Aspíllaga Menchaca, actriz.
- María del Pilar Pallete, actriz.
- Daniela Camaiora Valera, actriz.
- Alessandra Denegri Martinelli, actriz.
- Johanna San Miguel Dammert, actriz.
- Carla Barzotti Martens, actriz.
- Graciela Giraldez Castro de Ferrari, directora de teatro
- Claudia Cisneros Méndez, periodista.
- Valerie Vásquez de Velasco Lebacq, periodista.
- Joanna Boloña Acuña, conductora de televisión.
- Verónica Ayllón Garrido-Lecca, conductora de televisión.
- Carla García Buscaglia, escritora.
- Vania Masías Málaga, bailarina.
- Morella Petrozzi Woll, bailarina.
- Sandra Flores Vaccari, nadadora.
- Karin Brandes, nadadora.
- Valeria de Santis Sarmiento, modelo.
- Alondra García-Miró Santillana, modelo.